# 서울 강북구의 국회의원

## 행정구역 변천
- 1995년 3월 1일 도봉구 미아동·번동·수유동·우이동에 서울특별시 강북구 신설

## 서울 강북구의 역대 국회의원 일람
| 대수   | 이름           | 소속정당       | 임기                             | 선거구역                                                                                          |
| ------ | -------------- | -------------- | -------------------------------- | ------------------------------------------------------------------------------------------------- |
| 제15대 | 김원길(金元吉) | 새정치국민회의 | 1996년 5월 30일 ~2000년 5월 29일 | 강북구 갑: 수유1동, 수유2동, 수유3동, 수유4동, 수유5동, 수유6동, 번1동, 번2동                     |
| 제15대 | 조순형(趙舜衡) | 새정치국민회의 | 1996년 5월 30일 ~2000년 5월 29일 | 강북구 을: 미아1동, 미아2동, 미아3동, 미아4동, 미아5동, 미아6동, 미아7동, 미아8동, 미아9동, 번3동 |
| 제16대 | 김원길(金元吉) | 새천년민주당   | 2000년 5월 30일 ~2004년 5월 29일 | 강북구 갑: 번1동, 번2동, 수유1동, 수유2동, 수유3동, 수유4동, 수유5동, 수유6동                     |
| 제16대 | 조순형(趙舜衡) | 새천년민주당   | 2000년 5월 30일 ~2004년 5월 29일 | 강북구 을: 미아1동, 미아2동, 미아3동, 미아4동, 미아5동, 미아6·7동, 미아8동, 미아9동, 번3동        |
| 제17대 | 오영식(吳泳食) | 열린우리당     | 2004년 5월 30일 ~2008년 5월 29일 | 강북구 갑: 번1동, 번2동, 수유1동, 수유2동, 수유3동, 수유4동, 수유5동, 수유6동                     |
| 제17대 | 최규식(崔奎植) | 열린우리당     | 2004년 5월 30일 ~2008년 5월 29일 | 강북구 을: 미아1동, 미아2동, 미아3동, 미아4동, 미아5동, 미아6·7동, 미아8동, 미아9동, 번3동        |
| 제18대 | 정양석(鄭亮碩) | 한나라당       | 2008년 5월 30일 ~2012년 5월 29일 | 강북구 갑: 번1동, 번2동, 수유1동, 수유2동, 수유3동, 수유4동, 수유5동, 수유6동                     |
| 제18대 | 최규식(崔奎植) | 통합민주당     | 2008년 5월 30일 ~2012년 5월 29일 | 강북구 을: 미아1동, 미아2동, 미아3동, 미아4동, 미아5동, 미아6·7동, 미아8동, 미아9동, 번3동        |
| 제19대 | 오영식(吳泳食) | 민주통합당     | 2012년 5월 30일 ~2016년 5월 29일 | 강북구 갑: 번1동, 번2동, 수유1동, 수유2동, 수유3동, 우이동, 인수동                                |
| 제19대 | 유대운(劉大運) | 민주통합당     | 2012년 5월 30일 ~2016년 5월 29일 | 강북구 을: 삼양동, 미아동, 송중동, 송천동, 삼각산동, 번3동                                        |
| 제20대 | 정양석(鄭亮碩) | 새누리당       | 2016년 5월 30일 ~2020년 5월 29일 | 강북구 갑: 번1동, 번2동, 수유1동, 수유2동, 수유3동, 우이동, 인수동                                |
| 제20대 | 박용진(朴用鎭) | 더불어민주당   | 2016년 5월 30일 ~2020년 5월 29일 | 강북구 을: 삼양동, 미아동, 송중동, 송천동, 삼각산동, 번3동                                        |
| 제21대 | 천준호(千俊鎬) | 더불어민주당   | 2020년 5월 30일 ~2024년 5월 29일 | 강북구 갑: 번1동, 번2동, 수유1동, 수유2동, 수유3동, 우이동, 인수동                                |
| 제21대 | 박용진(朴用鎭) | 더불어민주당   | 2020년 5월 30일 ~2024년 5월 29일 | 강북구 을: 삼양동, 미아동, 송중동, 송천동, 삼각산동, 번3동                                        |
| 제22대 | 천준호(千俊鎬) | 더불어민주당   | 2024년 5월 30일 ~                | 강북구 갑: 번1동, 번2동, 수유1동, 수유2동, 수유3동, 우이동, 인수동                                |
| 제22대 | 한민수(韓玟洙) | 더불어민주당   | 2024년 5월 30일 ~                | 강북구 을: 삼양동, 미아동, 송중동, 송천동, 삼각산동, 번3동                                        |

## 같이 보기
- 도봉구 을 (1988년 선거구)
- 도봉구 병
- 강북구 갑
- 강북구 을
- 의정부시의 국회의원
- 서울 도봉구의 국회의원
- 서울 노원구의 국회의원
- 서울 중랑구의 국회의원
- 서울 성북구의 국회의원